# Cerodontha flavicornis
Cerodontha flavicornis is een vliegensoort uit de familie van de mineervliegen (Agromyzidae). De wetenschappelijke naam van de soort is voor het eerst geldig gepubliceerd in 1862 door Egger.